# Ectropothecium campaniforme
Ectropothecium campaniforme är en bladmossart som beskrevs av Jean Édouard Gabriel Narcisse Paris 1904. Ectropothecium campaniforme ingår i släktet Ectropothecium och familjen Hypnaceae. Inga underarter finns listade i Catalogue of Life.